# Target Center
Target Center er en sportsarena i Minneapolis i Minnesota, USA, der er hjemmebane for NBA-holdet Minnesota Timberwolves. Arenaen har plads til ca. 20.000 tilskuere, og blev indviet den 13. oktober 1990. 